# Марія Олексіївна
Марія Олексіївна (нар. 18 [28] січня 1660, Москва — пом. 9 [20] березня 1723, Санкт-Петербург) — донька московського царя Олексія Михайловича і Марії Милославської, рідна сестра царівни Софії і однокровна Петра I. Першою була ув'язнена до фортеці Орєшек (1718—1721).

## Життєпис
Марія народилася 1660 року в Москві, отримала ім'я на честь своєї матері, Марії Милославської.

В 1683 році іноземець так описував її: «Марія, красивіше Катерини; і ця одягається по-польськи; вона старша за царя Феодора».

Після приходу до влади свого єдинокровного брата Петра не втручалася в кремлівські інтриги, але була в тісному контакті з його першою дружиною, царицею Євдокією, симпатії до якої не приховувала.
Як і деякі з її сестер, Марія пережила опалу і ув'язнення. Її вина полягала в добрих стосунках не тільки з Софією Олексіївною, але і з Євдокією і царевичем Олексієм. Після постригу цариці в Покрово-Суздальському монастирі Марія Олексіївна продовжувала підтримувати з нею зв'язок, передавала листи Олексія матері, а після втечі царевича за кордон — і гроші. Під час цієї втечі, по дорозі з Риги до Лібаву, Олексій зустрів Марію Олексіївну, яка поверталася з Карлсбада після лікування, і між ними відбулася розмова. Тітка зажадала від нього написати лист матері і, бачачи невпевненість царевича, сказала: «Хоч би тобі і постраждати, адже за матір, ні кого іншого». Цього виявилося достатньо, щоб Марію опинилася перед слідством у справі Олексія. 25 червня 1718 року вона була заарештована і посаджена до Шліссельбурзької фортеці до 13 травня 1721 року, а потім переведена під домашній арешт в особливий будинок в Петербурзі. Звільнили її того ж року.
Царівна Марія Олексіївна пережила всіх своїх сестер і померла останньою в 1723 році, за два роки до смерті свого брата. Похована в Петропавловському соборі Санкт-Петербурга.